# Mikroskop holograficzny
Mikroskop holograficzny to mikroskop pozwalający uzyskać bardzo dużą głębię ostrości i szybką rejestrację obrazów 3D, dzięki pomiarowi natężenia i fazy promieniowania rozproszonego przez obiekt.
W małych holomogramach soczewkowych najpierw otrzymuje się zarejestrowany na płycie fot. obraz interferencyjny, a następnie, po jego wywołaniu, odtwarza z niego holograficzny obraz pozorny obserwowany za pomocą okularu.